# Обсерватория имени Скиапарелли
Варесская обсерватория имени Скиапарелли — астрономическая обсерватория, расположенная в 8 км севернее Варесе (Италия). Основана в 1964 году. Код обсерватории 204.

## Направления исследований
- Позиционные наблюдения комет и астероидов, сближающихся с Землёй
- Спектроскопия

## Инструменты
- 0,60-м f/4,64 Ньютон-Кассегрен
- 0,38-м f/6,8 Ньютон
- 0,35-м f/5,9 Шмидт-Кассегрен (Celestron C14)